# Lekkoatletyka na Letnich Igrzyskach Paraolimpijskich 2004 – bieg na 100 metrów kl. T35 mężczyzn
W biegu na 100 metrów kl. T35 (zawodnicy stojący z porażeniem mózgowym) mężczyzn podczas Letnich Igrzysk Paraolimpijskich 2004 rywalizowało ze sobą 9 zawodników.

## Wyniki

### Eliminacje
Bieg 1
| Poz. | Zawodnik           | Narodowość        | Rezultat | Uwagi |
| ---- | ------------------ | ----------------- | -------- | ----- |
| 1    | Teboho Mokgalagadi | Południowa Afryka | 13.07    | Q, WR |
| 2    | Jon Halldorsson    | Islandia          | 13.30    | Q     |
| 3    | Richard White      | Wielka Brytania   | 14.26    | Q     |
| 4    | Eric Flemming      | Kanada            | 15.07    | Q     |
| 5    | Ernesto Margni     | Argentyna         | 15.67    |       |

Bieg 2
| Poz. | Zawodnik       | Narodowość      | Rezultat | Uwagi |
| ---- | -------------- | --------------- | -------- | ----- |
| 1    | Li Weichun     | Chiny           | 13.38    | Q     |
| 2    | Hugues Quiatol | Francja         | 13.68    | Q     |
| 3    | Lloyd Upsdell  | Wielka Brytania | 13.70    | Q     |
| 4    | Juan Serrano   | Hiszpania       | 14.34    | Q     |

### Finał
Finał A
| Poz. | Zawodnik           | Narodowość        | Rezultat | Uwagi |
| ---- | ------------------ | ----------------- | -------- | ----- |
| 1    | Teboho Mokgalagadi | Południowa Afryka | 13.05    | WR    |
| 2    | Jon Halldorsson    | Islandia          | 13.36    |       |
| 3    | Li Weichun         | Chiny             | 13.38    |       |
| 4    | Lloyd Upsdell      | Wielka Brytania   | 13.61    |       |
| 5    | Hugues Quiatol     | Francja           | 13.83    |       |
| 6    | Richard White      | Wielka Brytania   | 14.15    |       |
| 7    | Eric Flemming      | Kanada            | 15.08    |       |
| 8    | Juan Serrano       | Hiszpania         | 15.33    |       |